# Wydział Mechaniczny Politechniki Morskiej w Szczecinie
Wydział Mechaniczny Politechniki Morskiej w Szczecinie – jeden z pięciu wydziałów Politechniki Morskiej w Szczecinie. Jego siedziba znajduje się przy ul. Willowej 2 w Szczecinie.

## Struktura wydziału
- Katedra Podstaw Budowy Maszyn i Materiałoznawstwa
- Katedra Siłowni Okrętowych
- Katedra Energetyki
- Katedra Diagnostyki i Remontów Maszyn

## Kierunki studiów
- Mechanika i Budowa Maszyn
- Inżynieria przemysłowa i Morskie elektrownie wiatrowe
- Inżynieria modelowania przestrzennego

## Władze
- Dziekan: dr hab. inż. Jaromir Mysłowski, prof. PM
- Prodziekan ds. Nauki: prof. dr hab. inż. Katarzyna Gawdzińska
- Prodziekan ds. Kształcenia: dr inż. St. of. mech. okr. Jan Drzewieniecki, prof. PM,